# Hassanijja
Hassanijja (arab. حسانية) – dialekt języka arabskiego, używany głównie w Mauretanii i Saharze Zachodniej, a także na przyległych obszarach Algierii, Maroka, Mali i Senegalu. W Mauretanii ma status języka urzędowego. Wykazuje wpływy języków zenaga i wolof. Cechuje się bogatym systemem spółgłoskowym.